# Peire Vidal
Peire Vidal (c. 1175—1229) var en fransk troubadour.
Peire Vidal tog korset og var med i det tredje korstog til Cypern 1190. Hans glade og ildfulde digte tilstræber kunstig og vanskelig versbygning. De 60 overleverede cancós og sirventes er udgivne af Bartsch 1857.